# Iver Munk
Iver Munk, död 1539, var en dansk biskop. Han var bror till Mogens Olufsen Munk.
Munk blev 1497 magister och kanik i Ribe. År 1499 blev han biskop i samma stad. Han tillhörde oppositionen mot Kristian II och underhöll starka holsteinska förbindelser, var med om att inkalla Fredrik I men bekämpade reformationen och därmed Kristian III. Munk var känd som en framstående stiftschef.